# Asemonea picta
Asemonea picta là một loài nhện trong họ Salticidae.
Loài này thuộc chi Asemonea. Asemonea picta được Tord Tamerlan Teodor Thorell miêu tả năm 1895.